# 小川寅六

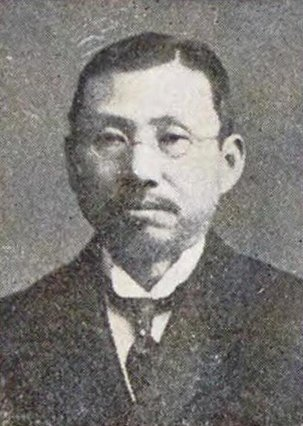
小川寅六

小川 寅六（おがわ とらろく、慶応2年6月29日（1866年8月9日） - 大正10年（1921年）10月8日）は、日本の衆議院議員、弁護士。

## 経歴
肥前国（長崎県）長崎出身。1884年（明治17年）、東京に出て、東京専門学校（現在の早稲田大学）を卒業した。卒業後は郷里で弁護士を開業し、長崎県会議員、長崎市会議員、長崎県教育会評議員に選出された。
1917年（大正6年）、第13回衆議院議員総選挙に出馬し、当選を果たした。
その他、松尾鉄工所相談役、早稲田大学評議員を務めた。